# توپ طلای ۱۹۹۲
توپ طلای ۱۹۹۲ (فرانسوی: 1992 Ballon d'Or‎) ۳۷مین رویداد سالیانهٔ توپ طلا بود که از سوی مجلهٔ فرانس فوتبال به بهترین بازیکن فوتبال در سال ۱۹۹۲ اعطا گردید که در این سال، مارکو فان باستن برندهٔ توپ طلا شد.

## رتبه‌بندی
| ردیف | نام                                  | باشگاه                        | ملیت      | امتیاز |
| ---- | ------------------------------------ | ----------------------------- | --------- | ------ |
| ۱    | مارکو فان باستن                      | باشگاه فوتبال آ.ث. میلان      | هلند      | ۹۸     |
| ۲    | هریستو استویچکوف                     | باشگاه فوتبال بارسلونا        | بلغارستان | ۸۰     |
| ۳    | دنیس برکمپ                           | باشگاه فوتبال آژاکس آمستردام  | هلند      | ۵۳     |
| ۴    | توماس هسلر                           | باشگاه فوتبال آ.اس. رم        | آلمان     | ۴۲     |
| ۵    | پیتر اشمایکل                         | باشگاه فوتبال منچستر یونایتد  | دانمارک   | ۴۱     |
| ۶    | برایان لادروپ                        | باشگاه فوتبال فیورنتینا       | دانمارک   | ۳۲     |
| ۷    | میکل لادروپ                          | باشگاه فوتبال بارسلونا        | دانمارک   | ۲۲     |
| ۸    | رونالد کومان                         | باشگاه فوتبال بارسلونا        | هلند      | ۱۴     |
| 9    | Stéphane Chapuisat                   | باشگاه فوتبال بروسیا دورتموند | سوئیس     | ۱۰     |
| ۱۰   | فرانک ریکارد                         | باشگاه فوتبال آ.ث. میلان      | هلند      | ۸      |
| ۱۰   | انزو شیفو                            | باشگاه فوتبال تورینو          | بلژیک     | ۸      |
| 12   | Flemming Povlsen                     | باشگاه فوتبال بروسیا دورتموند | دانمارک   | ۶      |
| ۱۳   | هنریک لارسن (بازیکن فوتبال دانمارکی) | باشگاه فوتبال پیزا            | دانمارک   | ۴      |
| ۱۴   | جان جنسن                             | باشگاه فوتبال آرسنال          | دانمارک   | ۳      |
| ۱۴   | پائولو مالدینی                       | باشگاه فوتبال آ.ث. میلان      | ایتالیا   | ۳      |
| ۱۶   | هنریک آندرسن                         | باشگاه فوتبال کلن             | دانمارک   | ۲      |
| ۱۶   | دیوید پلات (بازیکن فوتبال)           | باشگاه فوتبال یوونتوس         | انگلستان  | ۲      |
| ۱۶   | توماس برولین                         | باشگاه فوتبال پارما           | سوئد      | ۲      |
| ۱۶   | ژان-پیر پاپن                         | باشگاه فوتبال آ.ث. میلان      | فرانسه    | ۲      |
| ۲۰   | فرانکو بارزی                         | باشگاه فوتبال آ.ث. میلان      | ایتالیا   | ۱      |
| ۲۰   | رونه براتست                          | باشگاه ورزشی وردر برمن        | نروژ      | ۱      |